# Borgnäs församling
Borgnäs församling (finska: Pornaisten seurakunta) är en luthersk församling i Borgnäs kommun i det finländska landskapet Nyland. Församlingen tillhör Borgå prosteri och Helsingfors stift inom Evangelisk-lutherska kyrkan i Finland. Borgnäs församlings kyrkoherde är Kari Tuovinen.[när?] År 2022 hade församlingen 3 417 medlemmar. Församlingens verksamhet sker i huvudsakligen på finska.
Borgnäs fick sin första kyrka 1726. Ett år senare tilldelades orten en egen präst. Borgnäs kapellförsamling grundades som en del av Borgå församling 1729, och församlingen blev självständig 1896. Borgnäs församlings huvudkyrka är Borgnäs kyrka.

## Museum
Borgnäs församling upprätthåller ett kyrkligt museum som ligger på övre våningen i servicebyggnaden intill kyrkan.
Förutom kyrkliga föremål finns även andra kulturhistoriska föremål i museet. Exemplar av museets föremål inkluderar två mässhakar från 1700-talet, en kollekthåv som donerades av fru Stepan år 1728, en vinkanna från 1749, ett timglas och ett krucifix. Bland nyare föremål finns en mässhake från 1844.